# Posebni dodaci
Posebni dodaci, razgovorna je emisija Hrvatske radiotelevizije o filmu, koja se emitira subotom navečer. Emisija ide kao uvod u filmski maraton, te se nastavlja u pauzama između filmova. Od 2012. godine, emitira se na programu HRT 3. U emisiji filmski kritičari i drugi stručnjaci raspravljaju o temama vezanim uz film.

## Kritika
Emisija je naišla na pozitivne kritike filmskih kritičara poput Zrinke Pavlić, i gledana je čak i u susjednim državama poput Bosne i Hercegovine. U razdoblju prije 2022. godine, imala je posebne priloge, pa bi ako su recimo tema kaskaderi, među goste skakali mladi kaskaderi. Ako su tema bili vampiri, u studiju bi prigodno bili grobovi. Zbog pandemije Covid-19, iz emisije su izbačena putovanja zbog razgovora s redateljima, te se prema riječima autora, emisija svela na nekoliko fotelja i razgovor između filmologa i filmskih kritičara.